# Lydia Azzopardi
Lydia Azzopardi (Istanbul, 30 de gener de 1949) és una ballarina, coreògrafa, professora de dansa contemporània, figurinista i dissenyadora de vestuari nacionalitzada britànica, establerta a Catalunya des dels anys vuitanta. Artista elegant, cosmopolita i transversal, és un referent de la dansa contemporània a Catalunya.

## Biografia
Nasqué a Istanbul en una família d'arrels gregues, italianes i armènies que es traslladà a Londres quan ella tenia sis anys. Cresqué, doncs, en el Londres dels anys seixanta i setanta, en què la moda i la música emergien en una cultura eclèctica i un ambient creatiu. També fou rellevant a influència d'una tía materna, modista d'alta costura. Li agradava el teatre, però també era bona dibuixant; de fet va estudiar durant un any amb una professora de dibuix armènia i pensava ingressar a la Central School of Art. Però finalment es formà en dansa clàssica i contemporània a la London Contemporary Dance School, i després en dansa contemporània amb Lilian Hermel i en teatre experimental amb Jèrome Savary.

## Carrera professional
Un cop graduada començà a girar pel Regne Unit com a ballarina amb el Lecture Demonstration Group; va treballar en obres de diferents coreògrafs, com Ana Sokolow, Jane Dudley, Robert North i Robert Cohan. Més endavant, al 1976, va treballar amb diferents companyies i en escoles europees com a professora de dansa contemporània: un any a l'Òpera de Zúric i dos anys com a professora resident a l'escola Mudra de Maurice Béjart, a Brussel·les (1977-78). Va col·laborar amb Lindsay Kemp en una producció a Roma, Midsummer night's dream. El 1980, el ballarí Gilberto Ruiz-Lang, professor de dansa contemporània a l'Institut del Teatre i coreògraf del Ballet Contemporani de Barcelona, la va convidar a impartir classes de composició i improvisació com a professora de tècnica Graham; en aquesta època va coreografiar Zebra per a aquesta companyia de ballet barcelonina i la va presentar a Barcelona.
El 1983 col·laborà per primera vegada amb Cesc Gelabert, amb qui formaria aleshores parella artística, i a la qual aportaria una empremta de disciplina, rigor i estilització. Després d'aquesta primera etapa, el 1985 funden la companyia Gelabert-Azzopardi i debuten al Teatre Lliure amb Desfigurat, el març de 1986. Des de llavors, ha codirigit amb Gelabert aquesta companyia, en la qual ha fet vestuari i coreografies, i que al 1987 esdevé companyia associada del Teatre Lliure; l'any 2003 es converteix oficialment en resident d'aquest teatre, que coprodueix i presenta les noves produccions.
El 2003, Azzopardi dissenya el vestuari per al solo que Gelabert coreografia per a Mikhail Barixnikov, In a landscape. També ha treballat com a dissenyadora amb el Tanztheater der Komischen Oper de Berlín, el Balletto di Toscana  o el Ballet Gulbenkian de Lisboa. I al llarg d'aquests anys ha col·laborat com a intèrpret en diversos projectes d'altres creadors com Fabià Puigserver, Jorge Lavelli, Pilar Miró, Lluís Pasqual, Emilio Sagi, Montserrat Caballé, Milva, Gerardo Vera, Carles Santos, Frederic Amat o Lorenzo Mariani.
La companyia va fer donació de vestits i complements al MAE-Centre de Documentació de l'Institut del Teatre. La col·lecció consta de 275 peces, la major part de les quals dissenyada per Lydia Azzopardi.

## Premis i reconeixements
Ha rebut el Premi FAD Aplaudiment Sebastià Gasch 2005-2006, atorgat pel Foment de les Arts Decoratives de Barcelona, pel disseny de vestuari dels muntatges Psitt!! Psitt!! i Caravan. Com a codirectora de la companyia Gelabert-Azzopardi ha rebut el Premi Nacional de Dansa de Catalunya (1983), el Premi Nacional de Cultura de Catalunya (1997), el Premio Nacional de Danza, atorgat pel Ministerio de Educación y Cultura(1996) i el premi Ciutat de Barcelona (el 1987 i 2006), entre altres reconeixements.

## Obra
Estrenes
- Midsummer night's dream. Direcció: Lindsay Kemp. Coreografia de Lydia Azzopardi (1976)
- Zebra. Coreografia de Lydia Azzopardi. Ballet Contemporani de Barcelona (1980)
- Hombre ascendiendo a un edificio alto, Joieria, Knossos, i Plata i or. Coreografia i interpretació: Lydia Azzopardi i Cesc Gelabert (1982)
- Alhambra i Five to two. Coreografia i interpretació: Lydia Azzopardi i Cesc Gelabert (1984)

Produccions Gelabert-Azzopardi
Al llarg d'aquests anys la companyia Gelabert-Azzopardi ha realitzat més de 25 coreografies:
- Desfigurat (1986)
- Requiem de Verdi (1987), guanyadora del Premi Ciutat de Barcelona
- Belmonte (1988)
- Belmonte II (1991)
- El somni d'Artemis (1991)
- Kaalon Kakoon (1992)
- Augenlid (1993)
- El jardiner (1994)
- Armand Dust (1995)
- Armand Dust II / Thirst (1996)
- Zumzum Ka (1998), Premi Max de les Arts Escèniques
- Useless / Kinema (2000)
- 8421... (2002)
- Viene regando flores desde la Habana a Morón (2003), Premi Max de les Arts Escèniques
- Glimpse (2004)
- Psitt!! Psitt!!, Premi Ciutat de Barcelona 2006 / Caravan (2005)
- Orion (2007)
- Sense Fi / Conquassabit (2009)
- Belmonte (1988) (2010, reposició)
- La muntanya al teu voltant (2011)
- Foot-Ball (2015)
- Nom (2019)